# Wikipedia în sârbă
Wikipedia în sârbă este versiunea Wikipediei, în limba sârbă. Proiectul a fost lansat pe 16 februarie 2003. În prezent, Wikipedia în sârbă, are peste 280 000 de articole și este pe locul 25 în clasamentul Wikipediilor, după numărul de articole.

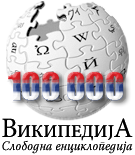
Logotip

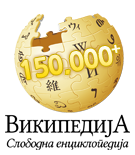
Logotip